# 红粉联盟
《红粉联盟》（英語：A League of Their Own）是一部1992年的美国体育喜剧电影，讲述了全美女子職業棒球聯盟（AAGPBL）的真实故事。该片由潘妮·马歇尔执导，汤姆·汉克斯、吉娜·戴维斯、瑪丹娜、蘿西·歐唐納、喬恩·拉威茨和萝莉·佩蒂主演。剧本由洛厄尔·甘兹和巴巴洛·曼德尔根据凯利·坎德尔和金·威尔逊的故事编写。
2012年，美国國會圖書館以“文化、历史或美学意义重大”为由，把《红粉联盟》作为美国國家影片登記表的保护对象。